# Natasha Saint-Pier
Natasha Saint-Pierre, Natasha St-Pier (ur. 10 lutego 1981 roku w Bathurst w Nowym Brunszwiku) – kanadyjska piosenkarka popowa, rockowa i jazzowa pochodzenia akadiańskiego.
Reprezentantka Francji z utworem „Je n’ai que mon âme” w 46. Konkursie Piosenki Eurowizji (2001).

## Życiorys
Urodziła się w Bathurst w prowincji Nowy Brunszwik, jest córką dyrektora więzienia Mario St-Pierre'a i pielęgniarki położnej Rose-Marie Bard. Razem z młodszym o cztery lata bratem Jonathanem została wychowana w Saint-Hilaire Baker-Brook. Uczęszczała do szkoły średniej o profilu biologicznym.
W wieku ośmiu lat zaczęła pobierać lekcje muzyki – śpiewu klasycznego i popularnego oraz gry na fortepianie, a także tańca – baletu i jazzu. Jakiś czas później została doceniona przez swojego nauczyciela muzyki, który zaangażował ją do przedstawienia musicalowego, gdzie wykonała utwór „Mon cadeau” z repertuaru Elsy. W 1992 została dostrzeżona przez Alaina Morisoda i zaproszona do udziału w programie dla młodych talentów Sweet People Show, realizowanego przez lokalną telewizję w Quebecu. W kolejnym roku została najmłodszą finalistką konkursu Le pouvoir de la chanson, po którego zakończeniu producenci Regean i Michela Lacroix zaoferowali jej podpisanie pierwszego kontraktu płytowego z ich wytwórnią Mi Re La. W lipcu 1995 nagrała piosenkę „Le parcours du coeur”, napisaną z okazji piątej rocznicy założenia fundacji Maurice Tanguaya zajmującej się upośledzonymi dziećmi.

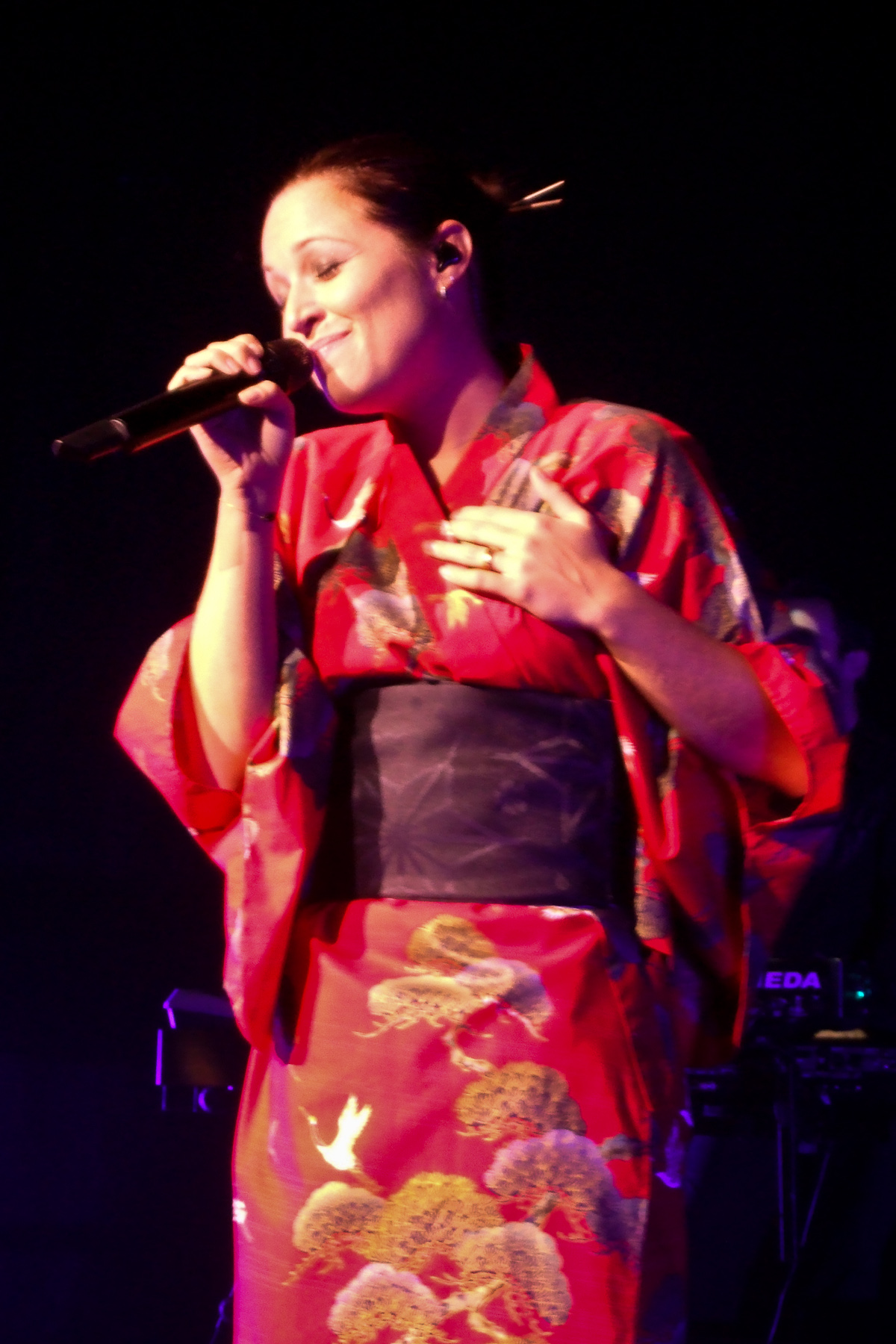
Saint-Pier (2006)

W sierpniu 1996 wydała swój debiutancki album studyjny pt. Emergence, nad którym pracowała ze Steve'em Baracattem. Płytę promowała singlami: „Il ne sait pas” i „Sans le savoir”. Po wydaniu płyty zerwała umowę ze swoimi agentami, co tłumaczyła rozbieżnościami w postrzeganiu dalszego rozwoju artystycznego. Po rozstaniu z firmą przerwała karierę na niecałe trzy lata. Negocjacje między prawnikami obu stron dotyczące zerwanego kontraktu trwały przeszło dwa lata. Producent Guy Cloutier postanowił wówczas pomóc St-Pier i zaproponował jej współpracę, w którą zainwestował w dalszy rozwój jej kariery ok. miliona dolarów kanadyjskich.
Pod koniec lat 90. podczas trasy koncertowej w Quebecu otrzymała propozycję zastąpienia aktorki Julie Zenatti w roli Fleur-de-lys w spektaklu Notre Dame de Paris (reż. Luc Plamondon). Dzięki występowi w spektaklu została zaangażowana w produkcję brytyjskiej wersji musicalu, gdzie zagrała u boku Tiny Areny. W 2000 nagrała piosenkę „My Heart If You Will Swear” umieszczoną na płycie zawierającej utwory ze spektaklu. W 2001, reprezentując Francji z utworem „Je n’ai que mon âme”, zajęła czwarte miejsce w finale 46. Konkursu Piosenki Eurowizjiw Kopenhadze. Po udziale w konkursie została laureatką wielu nagród przemysłu muzycznego w Kanadzie i Francji, odbyła kilka międzynarodowych tras koncertowych. Zaśpiewała także na jubileuszu 60-lecia urodzin Johnny'ego Hallydaya. W tym samym roku wydała album pt. À chacun son histoire.

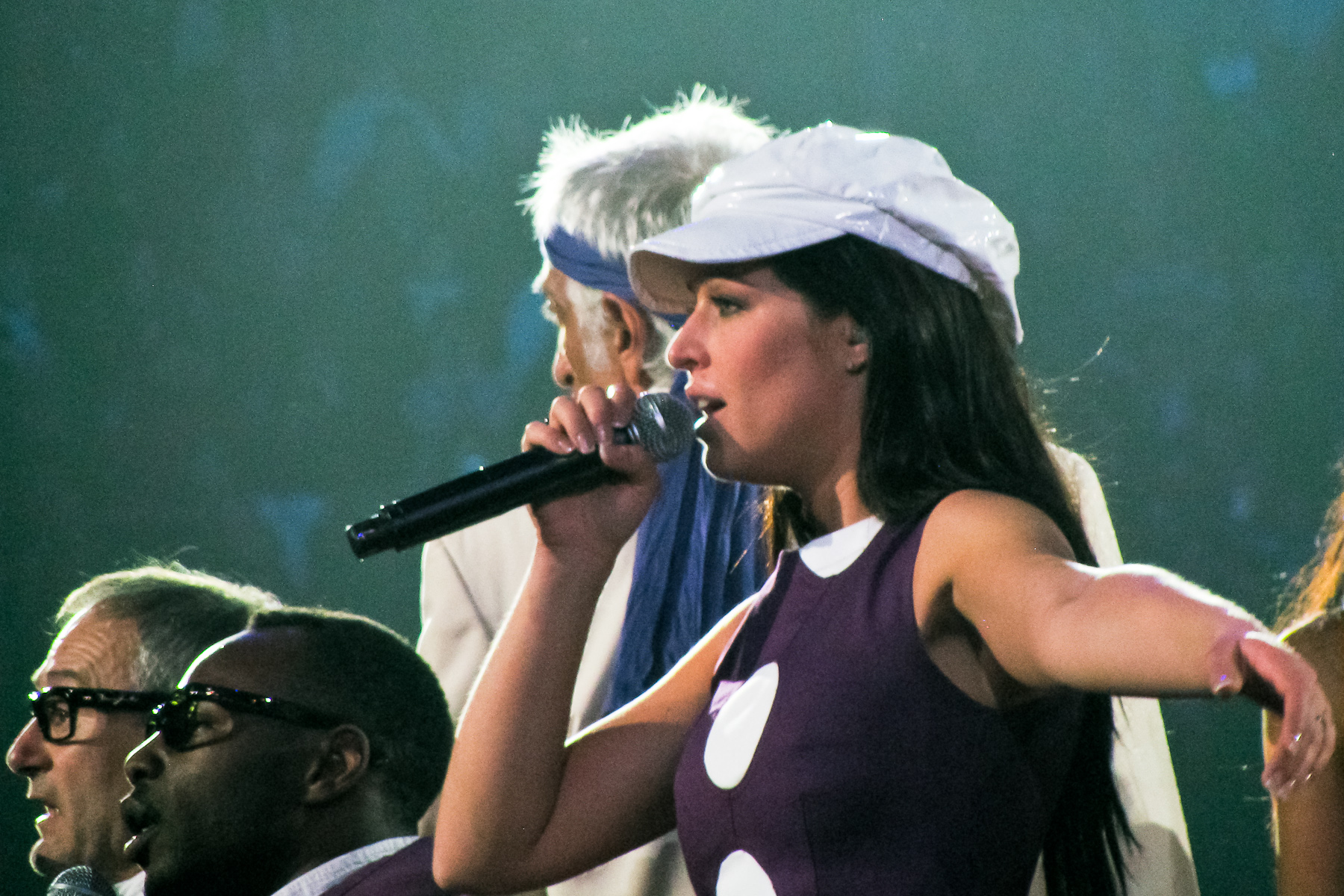
Saint-Pier (2009)

W marcu 2002 wydała album pt. De l'amour le mieux, z którą zadebiutowała na trzecim miejscu listy najczęściej kupowanych albumów we Francji i dotarła do trzeciej pozycji na Belgii i ósmego w Polsce. Płytę promowała singlami: „Nos rendez-vous” i „Tu trouveras”, z którym dotarła do trzeciego miejsca listy przebojów we Francji i w Belgii. W tym samym roku została jedną z gwiazd koncertu Przeboje Jedynki organizowanego przez Telewizję Polską.
W lipcu 2003 wydała album pt. L'instant d'apres, z którym zadebiutowała na trzecim miejscu listy bestsellerów we Francji oraz na 11. miejscu w Belgii i na 17. w Polsce. Płytę promowała singlami: „Tant que c’est toi” i „Mourir demain”, który nagrała z Pascalem Obispo.

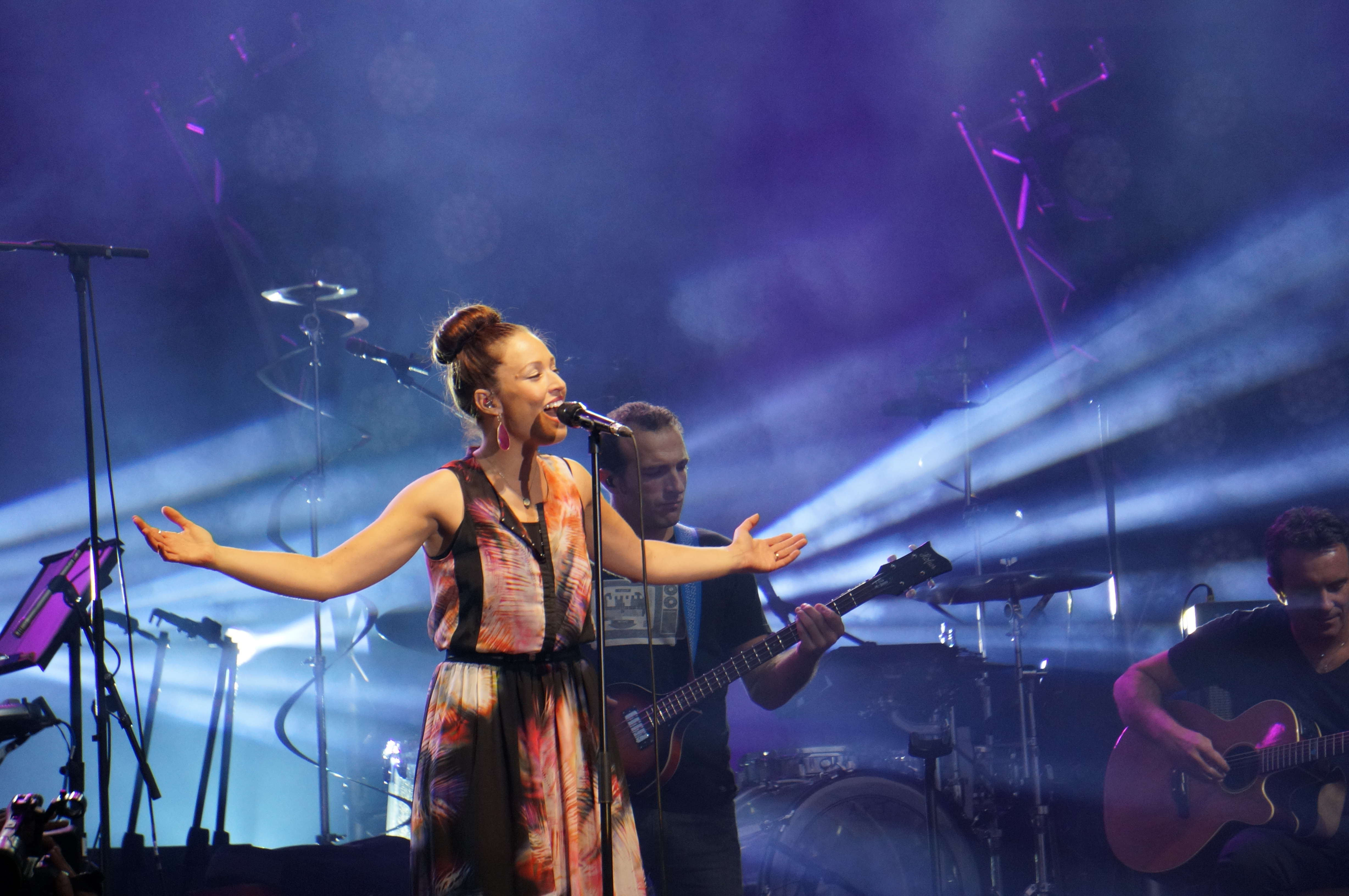
Saint-Pier (2014)

Na przełomie 2003 i 2004 wydała dwa dwupłytowe albumy kompilacyjne, na których umieściła swoje najpopularniejsze piosenki, a także debiutanckie wydawnictwo koncertowe pt. Un instant avec Natasha St Pier. Na początku stycznia 2006 wydała album studyjny pt. Longueur d'ondes, z którym zadebiutowała na szczycie listy najczęściej kupowanych płyt we Francji i dotarła m.in. do drugiego miejsca notowania w Belgii i 29. miejsca w Polsce. Za krajową sprzedaż albumu w ponad 160 tys. egzemplarzy we Francji odebrała certyfikat złotej płyty. W tym samym roku przyleciała do Polski na zaproszenie tygodnika „Gala” i zagrała minikoncert podczas uroczystej ceremonii wręczenia statuetek Róże Gali.
W listopadzie 2008 wydała album, zatytułowany po prostu Natasha St-Pier. W kolejnym roku premierę miała trzecia składanka jej przebojów pt. 10 ans de succes, którą wydała z okazji 10-lecia działalności artystycznej. 31 marca 2015 zaśpiewała utwór „Je n’ai que mon âme” podczas koncertu jubileuszowego Eurovision Song Contest’s Greatest Hits przygotowanego przez BBC z okazji 60-lecia istnienia Konkursu Piosenki Eurowizji.

## Życie prywatne
9 marca 2012 w Lit-et-Mixe poślubiła Grégory'ego Quillacqa, sapera i członka paryskiej brygady strażaków specjalizujących się w gaszeniu pożarów nawodnych i podwodnych. Mają córkę, Bixente Maxime. W 2021 ogłosiła separację z mężem.
Jest wegetarianką i  chrześcijanką wyznania  katolickiego. Naucza też  jogi i od czasu do czasu nurkuje.

## Dyskografia

### Albumy
| Rok  | Album                                        | Pozycja | Pozycja  | Pozycja | Ilość sprzedanych płyt | Certyfikat                                   |
| Rok  | Album                                        | FR      | BEL (Fl) | SUI     | Ilość sprzedanych płyt | Certyfikat                                   |
| ---- | -------------------------------------------- | ------- | -------- | ------- | ---------------------- | -------------------------------------------- |
| 1996 | Émergence                                    | —       | —        | —       | —                      | —                                            |
| 2001 | À chacun son histoire                        | 37      | 23       | —       | 150 000                | - FRA: złota płyta                           |
| 2002 | De l'amour le mieux                          | 3       | 3        | 12      | 750 000                | - FRA: 2x platynowa płyta - CAN: złota płyta |
| 2003 | L'Instant d'après                            | 3       | 6        | 14      | 450 000                | - FRA: platynowa płyta                       |
| 2006 | Longueur d'ondes                             | 1       | 2        | 11      | 200 000                | —                                            |
| 2008 | Natasha St—Pier                              | 16      | 16       | 63      | 25 000                 | —                                            |
| 2009 | Tu trouveras... 10 ans de succès             | 23      | 31       | —       | 50 000                 | —                                            |
| 2012 | Bonne nouvelle                               | 11      | 11       | 80      | 30 000                 | —                                            |
| 2013 | Thérèse, vivre d'amour                       | 2       | 4        | —       | 60 000                 | —                                            |
| 2015 | Mon Acadie                                   | 16      | 18       | 62      | 14 000                 | —                                            |
| 2017 | L'Alphabet des Animaux                       | 78      | 68       | —       | 2 500                  |                                              |
| 2018 | Thérèse de Lisieux – Aimer c’est tout donner | 23      | 55       | 40      | 40 000                 |                                              |
| 2020 | Croire                                       |         |          |         |                        |                                              |